# Lettre à la grande-duchesse Christine
La Lettre à la grande-duchesse Christine, ou Lettre à madame Christine de Lorraine grande-duchesse de Toscane (1615) est un essai de Galilée visant à accommoder (en) le système héliocentrique de Copernic avec les doctrines de l'Église catholique. L'essai est considéré comme marquant dans l'histoire des relations entre science et religion.
L'essai fait suite à une discussion impromptue engagée par la duchesse Christine de Lorraine à la table des Médicis, en décembre 1613, concernant les rapports entre le système de Copernic et les Saintes Écritures. N'ayant pas assisté à la discussion, Galilée s'en est fait donner un compte-rendu par son ancien élève Benedetto Castelli. Galilée saisit alors l'occasion de donner son opinion sur le sujet.